# Dear Heather
Dear Heather — одиннадцатый студийный альбом Леонарда Коэна, изданный в 2004 году. Достиг 1 места в хит-параде Польши.

## Об альбоме
На Dear Heather, как ни на одном другом альбоме, преобладает женский вокал. Он уже выходит за рамки только бэк-вокала и становится в один ряд с вокалом самого Коэна. Сперва альбом планировалось назвать Old Ideas, но позже музыкант отказался от этого названия из уверенности, что оно может ввести в заблуждение потенциальных покупателей альбома, которые решат, что это очередной сборник лучших вещей Леонарда. Позднее название Old Ideas получил двенадцатый альбом музыканта, вышедший через восемь лет после Dear Heather.

## Песни
- Слова «Go No More A-Roving» Коэн позаимствовал у Джорджа Гордона Байрона (стих «So, we’ll go no more a roving»).
- «On That Day» рассказывает об атаке на Нью-Йорк 11 сентября 2001 года.
- «Villanelle for Our Time» была записана вскоре после спуска Леонарда с гор Сан-Габриель и ухода из дзэн-монастыря. Композиция представляет собой импровизированное джазовое чтение стиха канадского поэта Ф. Р. Скотта.
- «To a Teacher» основана на поэме Коэна 1961 года. Она посвящена канадскому поэту А. М. Клейну.
- Музыка «The Faith» основана на народной песне Квебека «Un Canadien errant».
- Слова «Tennessee Waltz» были написаны Реддом Стюартом и Пи Ви Кингом и модифицированны Коэном. Песня была записана на джазовом фестивале в Монтре 9 июля 1985 года. Впоследствии запись была пропущена через аудио-фильтры для предания ей сходства со студийной записью. Концертное исполнение всё ещё можно заподозрить при внимательном прослушивании.

## Список композиций
| №   | Название                | Продолжительность |
| --- | ----------------------- | ----------------- |
| 1.  | Go No More A-Roving     | 3:40              |
| 2.  | Because Of              | 3:00              |
| 3.  | The Letters             | 4:44              |
| 4.  | Undertow                | 4:20              |
| 5.  | Morning Glory           | 3:28              |
| 6.  | On That Day             | 2:04              |
| 7.  | Villanelle for Our Time | 5:55              |
| 8.  | There for You           | 4:36              |
| 9.  | Dear Heather            | 3:41              |
| 10. | Nightingale             | 2:27              |
| 11. | To a Teacher            | 2:32              |
| 12. | The Faith               | 4:17              |
| 13. | Tennessee Waltz         | 4:05              |